# أوسكار بيرجندال
أوسكار بيرجندال (مواليد 8 مارس 1995) هو لاعب كرة يد سويدي يلعب في نادي جوج.